# Haplochromis macropsoides
Haplochromis macropsoides är en fiskart som beskrevs av Greenwood, 1973. Haplochromis macropsoides ingår i släktet Haplochromis och familjen Cichlidae. IUCN kategoriserar arten globalt som livskraftig. Inga underarter finns listade i Catalogue of Life.